# Praxedis de Guerrero
Praxedis de Guerrero är en ort i Mexiko.   Den ligger i kommunen Ocotlán de Morelos och delstaten Oaxaca, i den sydöstra delen av landet, 400 km sydost om huvudstaden Mexico City. Praxedis de Guerrero ligger 1 593 meter över havet och antalet invånare är 1 576.
Terrängen runt Praxedis de Guerrero är varierad. Runt Praxedis de Guerrero är det ganska glesbefolkat, med 21 invånare per kvadratkilometer. Närmaste större samhälle är San Pablo Huixtepec, 18,6 km nordväst om Praxedis de Guerrero. I omgivningarna runt Praxedis de Guerrero växer huvudsakligen savannskog.